# Kde život náš je v půli se svou poutí
Kde život náš je v půli se svou poutí je román českého spisovatele Josefa Jedličky. Jde o Jedličkův literární debut a jednu ze dvou prozaických knih, které napsal (druhou byl román Krev není voda z roku 1991). V roce prvního vydání 1966 znamenala kniha velkou kulturní událost, neboť patřila k vlně knih (spolu s např. Kunderovým Žertem, Vaculíkovou Sekyrou ad.), které se vyrovnávaly se zločiny padesátých let 20. století v Československu. Jedlička text ale napsal dříve, v letech 1954-57. 
Děj se odehrává v Praze a hlavně v Litvínově, především v letech 1945-55. Hlavní linkou jsou osudy vypravěče, ale nejde o zcela ucelený příběh. Ten je rozrušen množstvím menších příběhů lidí, které vypravěč znal, nebo o nichž slyšel. Sám autor si neucelenost příběhu a jeho zahlcení detaily mnoha jiných příběhů dává jako program, v textu to nazývá „poetika policajta“, v níž svědectví je důležitější než příběh. Název knihy je odvozen z verše Dantova Pekla. Vypravěč nejen zaznamenává zločiny a absurdity doby budování socialismu, ale i své vlastní iluze z této doby, které hodnotí nejnemilosrdněji. Zmiňována jsou i tabuizovaná témata jako například masakr v Katyni.
V anketě rozhlasové stanice Vltava byla kniha vyhlášena pátou nejdůležitější českou prózou let 1918-2018.